# 李文杰 (社会活动家)
李文杰（1906年—1998年），江苏镇江人，中国律师、会计师、政治人物，中国民主建国会中央委员会原常务委员，第五、六、七届全国政协委员。